# Río Mureș
El río Mureș (en rumano) o Maros (en húngaro) es un río europeo que discurre por Hungría y Rumania, un afluente del río Tisza, a su vez tributario del río Danubio por la margen izquierda. Tiene una longitud de 725 km.
Discurre por los distritos rumanos de Harghita, Mureș, Alba, Hunedoara y Arad, así como por el distrito húngaro de Csongrád.

## Geografía
El río Mureș nace en la vertiente oriental de los montes Gurghiului, en el distrito rumano de Harghita. Discurre primero en dirección noroeste y atraviesa la región de Giurgeu, al este de los montes Cárpatos. Pasa por Toplița (15.880 hab.) y después entra en el distrito de Mureș, y llega a Deda, donde vira hacia el suroeste. Continua por Reghin (36.126 hab.), Târgu Mureș (149.577 hab.), Luduș (17.497 hab.), Câmpia Turzii y Ocna Mureș (15.526 hab.). Entra después en el distrito de Alba, pasa por la localidad de Aiud (28.934 hab.) y después de recibir por la izquierda a su afluente más importante, el río Târnava (que con su fuente Tamara mare llega a los 249 km), llega a Alba Iulia (66.369 hab.) y luego recibe por la izquierda al río Sebes. Sigue por el distrito de Hunedoara y pasa por Deva (80.000 hab.) e Ilia. Entra a continuación en el distrito de Arad y pasa por Lipova (11.126 hab.) y por la capital Arad (172.827 hab.). 
Sale de Rumania y entra en Hungría, ya en su tramo final, en el distrito de Csongrád, pasando por las ciudades de Makó (24.403 hab.) y Szeged (167.039 hab. en 2008), donde desemboca en el río Tisza, procedente de los Cárpatos Orientales y después de haber atravesado la meseta de Transilvania.
Sus principales afluentes son Arieş (164 km), Târnava-Târnava Mare (249 km), Geoagiu (48 km), Sebeş y Niraj (82 km).

## Historia
El Mureș fue conocido como el río Marisus en la Antigüedad clásica. El Mureș recibe también en alemán los nombres de Mieresch y Marosch, perteneciendo a los pueblos sajones de Transilvania y en una ocasión a la Habsburgo de Austria.

## Tributarios
Los siguientes son tributarios al río Mureș:
Por la Izquierda: Pietrosu, Cărbunele Negru, Senetea, Fierăstrăul, Pârâul lui Mihai, Șumuleul Mare, Borzont, Bacta, Limbuș, Pârâul Pietrei, Sineu, Martonca, Gălăuțaș, Găina, Zăpodea, Măgheruș, Păpurel, Mărsinetul de Sus, Mărsinetul de Jos, Gudea, Jincu, Doamna, Iadul, Sălard, Peșcoasa Mare, Iadul, Borzia, Mergiș, Toaderiș, Sebeș, Idicel, Deleni, Gurghiu, Beica, Habic, Petrilaca, Terebici, Cotuș, Pocloș, Niraj, Cerghid, Sărata, Șeulia, Ațântiș, Fărău, Ciunga, Valea Papii, Șesul Băgăului, Valea la Șipot, Valea Dosului, Hopârta, Săcăduș, Bogdanul, Târnava, Hăpria, Sebeș, Pianu, Cioara, Cugir, Vaidei, Romoş, Orăștie, Turdaș, Strei, Tâmpa, Cerna, Herepeia, Vețel, Vulcez, Leșnic, Săcămaș, Plaiu, Dobra, Abucea, Ohaba, Sălciva, Pojoga, Valea Ghinișului, Peștiș, Căprioara, Somonița, Izvor, Corbu, Suliniș, Pârâul Mare, Șiștarovăț, Sinicuț, Zădărlac.
Por la Derecha: Mezeş, Otveş, Boteni, Voşlăbeni, Chindeni, Chirtaegher, Valea Strâmba, Şaroş, Lăzarea, Ditrău, Faier, Jolotca, Filipea, Sărmaş, Ciucic, Doamna, Topliţa, Călimănel, Duşa, Mermezeu], Zebracu, Tarniţa, Jingu, Neagra, Ilva, Fântânele, Sărăcin, Răstoliţa, Jişa, Gălăoaia, Bistra, Gesele, Valea Sterinoasă, Râpa, Văleni, Săcal, Luţ, Şar, Iceni, Budiu, Cuieşd, Valea Fânaţelor, Şăuşa, Oroiu, Lechinţa, Pârâul de Câmpie, Arieş, Grindu, Unirea, Ciugud, Ormeniş, Mirăslău, Lopadea, Aiud, Herja, Gârbova, Valea Sasului, Geoagiu, Galda, Ampoi, Pârâul cel Mare, Pâclişa, Stăuini, Vinţ, Valea Goblii, Blandiana, Acmariu, Feneş, Băcăinţi, Homorod, Geoagiu, Boiu, Bobâlna, Valea lui Sânpătru, Lazu, Vărmaga, Certej, Boholt, Căian, Bejan, Boz, Sârbi, Băcişoara, Gurasada, Zam, Almaş, Corbeasca, Troaş, Vineşti, Stejar, Juliţa, Grosul, Monoroştia, Bârna, Bârzava, Nadăş, Conop, Cornic, Odvoş, Milova, Jecnova, Şoimoş, Radna, Cladova.